# La Vernaz

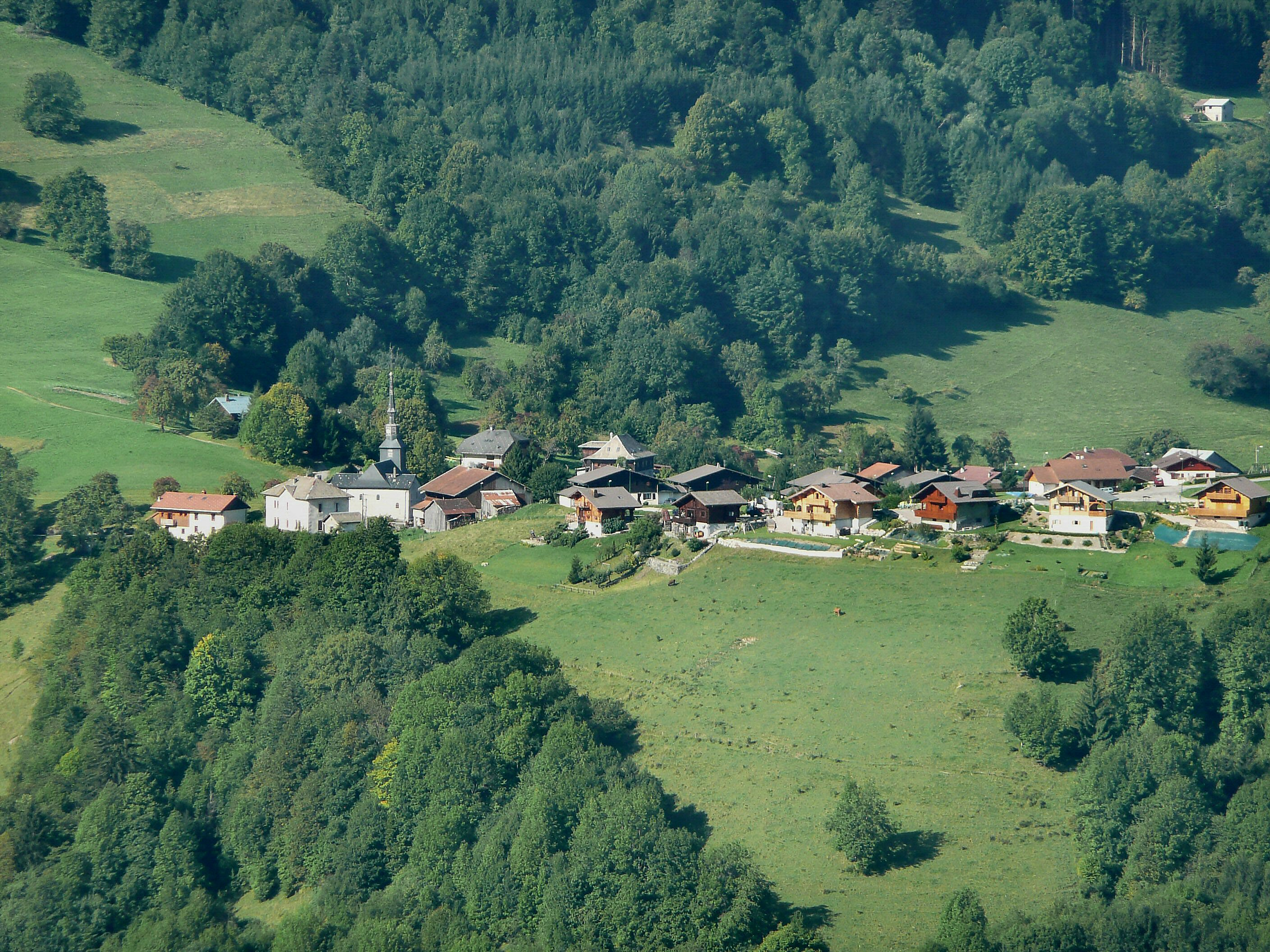
Widok La Vernaz

La Vernaz – miejscowość i gmina we Francji, w regionie Owernia-Rodan-Alpy, w departamencie Górna Sabaudia.
Według danych na rok 1990 gminę zamieszkiwało 158 osób, a gęstość zaludnienia wynosiła 20 osób/km² (wśród 2880 gmin regionu Rodan-Alpy La Vernaz plasuje się na 1464. miejscu pod względem liczby ludności, natomiast pod względem powierzchni na miejscu 1287.).